# Léon Frapié
Léon Eugène Frapié est un romancier français né le 27 janvier 1863 à Paris où il est mort le 29 septembre 1949.

## Biographie
Léon Frapié est le fils de Léon Marie Frapié (1834-1911), tourneur en cuivre puis bijoutier, et de Joséphine Robert (1835-1897),.
Le 3 avril 1887, Frapié se marie à Ermont (Seine-et-Oise) avec Léonie Mouillefert (1859-1927), institutrice. Le couple aura a deux fils, Henri et Pierre, nés respectivement en 1889 et 1890,,. Quelques années après le décès de son épouse, il se remarie à Paris le 12 mars 1934 avec Alice Verlay (1881-1975), romancière qui prend comme nom de plume celui d'Alice Verlay-Frapié (d),.
Il collabore d'abord à des revues et à des quotidiens, puis écrit quelques romans. Mais c'est La Maternelle (prix Goncourt 1904) qui lui vaut la notoriété. Ce roman est une peinture émouvante et désabusée des mœurs enfantines dans une école des quartiers pauvres. Ce roman est porté à l'écran en 1948.
D'une manière générale, l'œuvre de Léon Frapié se rattache à la tradition du roman réaliste.
Au printemps 1924, il figure sur une liste électorale parisienne, liste militante pour le droit de vote des femmes. Il sera bientôt en butte à l'hostilité des milieux ecclésiastiques à la suite de ses prises de position relatives à l'émancipation des femmes, le contrôle des naissances, l'amour libre.
Nommé en 1913 chevalier de la Légion d'honneur, il reçoit en août 1928 les insignes d'officier, puis en août 1949 est nommé commandeur.
Il réside jusqu'à sa mort au no 62 avenue de Clichy.
Depuis 1965, la rue Léon-Frapié dans le 20e arrondissement de Paris porte son nom. L'arrondissement compte aussi un square Léon-Frapié.
Une école maternelle de Lille, ainsi qu'une école maternelle de Champigny-sur-Marne, portent également son nom.
Le musée Carnavalet à Paris conserve son portrait dessiné par Roger Schardner.

## La Maternelle
Lorsqu’en 1904, pour la deuxième année de son existence, le jury de la Société littéraire des Goncourt présidé par Huysmans attribua son prix à Léon Frapié pour le roman « La Maternelle », Léon Blum exprima sa grande satisfaction pour son caractère social ; préalablement, une longue recherche d’éditeur avait pourtant été nécessaire : celui ayant fait paraître son précédent roman « Marcelin Gayard » n’ayant pas trouvé intérêt aux nouveaux style et sujet abordés.  L’enthousiasme de Huysmans  contribua à sa publication : « Il est bon, ce bouquin : ça pue le paupérisme de Paris et la crasse des gosses. C’est nerveux…c’est pris sur le vif ». Encore jeune, Frapié,  encouragé en 1894 par Émile Zola son « maitre incomparable » à dépasser les nouvelles pour construire des romans, s’était « mis au travail» ; il avait fait paraître en 1897 un premier roman dramatique « L'Institutrice de province », qui contribua à attirer l’attention des pouvoirs publics sur la condition du corps enseignant.
Le thème de « La Maternelle », son troisième roman, paru sous couverture illustrée par Steinlen, est largement inspiré par l’expérience de son épouse institutrice Léonie Mouillefert. Son auteur verra son œuvre un peu oubliée pour diverses circonstances politiques, après avoir été portée trois fois à l’écran entre 1925 et 1949.
Jusqu’à la fin du XIXe siècle, les très jeunes enfants pauvres étaient souvent confiés à des religieuses pratiquant une discipline de fer ; sous l’inspiration de Jules Ferry et de Ferdinand Buisson, un premier décret était paru  le 2 août 1881 plaçant l’éducation des enfants de 2 à 6 ans sous le contrôle de l'instruction publique ; en 1887, les « écoles maternelles », nom nouvellement adopté, succédaient aux « salles d’asile » et se définissaient « Établissements de première éducation où les enfants des deux sexes reçoivent en commun les soins que réclament leur développement physique, moral et intellectuel ».
Luttant pour l’émancipation des femmes, profondément marqué par la laïcité, Léon Frapié fut bouleversé par la pauvreté et l’ignorance enfantines de certains quartiers parisiens ; à travers la vie de Rose «l’ héroïne » de son roman, il fit de la bonté « la seule morale efficace » et de l’enfant, non pas un héros comme Gavroche ou Poil de Carotte, mais une masse, presque une classe sociale.

## Œuvre

### Publications
- L'Institutrice de province (1897)
- Marcelin Gayard (1902)
- La Maternelle (prix Goncourt 1904)
- Les Obsédés (1904)
- L’Écolière (1905), recueil de contes
- Sévérité (1906), comédie en 1 acte [en collab. avec Paul Louis Garnier]
- La Boîte aux Gosses (1907)
- La Proscrite (1907)
- La Figurante (1908)
- M'ame Préciat (1908)
- A la noce (1908), pièce en 2 actes
- Les Contes de la maternelle (1910)
- Contes imprévus (1910)
- La Liseuse (1911)
- Le Dépensier (1911), pièce en 1 acte [en collab. avec Paul Louis Garnier]
- La Mère Croquemitaine (1912)
- L'Enfant perdu (1913)
- Les Contes de la guerre (1915)
- Le Capitaine Dupont - Les Ames tragiques - Les Ingénus - Fiancées - Les Cœurs aimants (1917)
- Bonnes Gens. Nouveaux contes du temps de la guerre (1917)
- Nouveaux Contes de la maternelle (1919)
- Bloomfield and Co (1920), pièce en 1 acte [en collab. avec Georges Fabri]
- Les Amis de Juliette (1922)
- Marie d'août (1922), pièce en 3 actes
- Les Filles à marier (1923)
- La Virginité (1923)
- Gamins de Paris : les ligues de bonté (1925)
- La Divinisée, roman d'une femme (1927)
- Le Métier d'homme (1929)
- Les contes de Paris (1931)
- Le Fluide (1933)
- Le Garçon à marier (1934)
- La Reine de cœur (1936)
- Sentiments : contes (1937)
- La Vedette à l'école (1946)
- Marie Davril (1947), comédie radiophonique
- Les Mères blanches, pièce en 4 actes

### Scénario
- La Maternelle avec des dialogues d'André Tabet pour le film d'Henri Diamant-Berger en 1948.

## Collaboration
La réédition de son roman, Marcelin Gayard, publiée aux éditions Calmann-Lévy, en 1908, est illustrée par Alméry Lobel-Riche.